# NGC 321
NGC 321 (również PGC 3443) – galaktyka spiralna z poprzeczką (SBcd), znajdująca się w gwiazdozbiorze Wieloryba. Odkrył ją Albert Marth 27 września 1964 roku. Niektóre źródła błędnie identyfikują znajdującą się w pobliżu galaktykę PGC 3435 jako NGC 321, zaś galaktyce NGC 321 przypisują nazwę NGC 325.